# European Champions Tournament 1994-1995
Il nono European Champions Tournament fu giocato dal 9 al 14 maggio 1995 a Maspalomas, nelle Canarie. Vi parteciparono sei formazioni rappresentanti Russia, Croazia, Spagna, Italia, Belgio e Ungheria. In questa edizione non fu giocato l'incontro per il terzo e quarto posto.

## Avvenimenti
La nona edizione, disputata di nuovo in Spagna, diede le dimensioni della crescita delle nuove realtà del calcio a 5 europeo dopo il progressivo declino delle compagini del Benelux e dei paesi balcanici. La finale fu infatti giocata tra Maspalomas e Dina Mosca. Da questa gara emerse la forza dei "cannoni" moscoviti trascinati da Konstantin Erëmenko, autore di tre gol in finale. Per la formazione canaria rappresenta il massimo traguardo raggiunto dopo il campionato spagnolo conquistato l'anno prima, l'ultimo acuto prima del lento declino che l'ha portata a scomparire nella prima metà del 2000.

## Prima fase

### Girone A
| Squadra       | Pti | PG | PV | PN | PP | GF | GS |
| ------------- | --- | -- | -- | -- | -- | -- | -- |
| 1. Dina Mosca | 6   | 2  | 2  | 0  | 0  | 15 | 4  |
| 2. Torrino    | 1   | 2  | 0  | 1  | 1  | 6  | 7  |
| 3. Sokoli     | 1   | 2  | 0  | 1  | 1  | 6  | 14 |

| Maspalomas 10 maggio 1995, ore --:-- WEST                                       | Sokoli    | 3 – 3 (2-1)                      | Torrino |  |
| M. Mavrović 8’ Prika 10’ Halužan 28’ Marcatori 7’ Faiola 26’ Albanesi 36’ Rubei |           |                                  |         |  |
|                                                                                 |           |                                  |         |  |
| M. Mavrović 8’ Prika 10’ Halužan 28’                                            | Marcatori | 7’ Faiola 26’ Albanesi 36’ Rubei |         |  |

| Maspalomas 11 maggio 1995, ore --:-- WEST                                                                | Dina Mosca | 9 – 1 (4-0)     | Sokoli |  |
| Erëmenko 11’ , 18’ , 22’ , 23’ , 27’ Alekberov 14’ , 16’ Koščug 29’ Markin 33’ Marcatori 34’ M. Mavrović |            |                 |        |  |
| |            |                 |        |  |
| Erëmenko 11’, 18’, 22’, 23’, 27’ Alekberov 14’, 16’ Koščug 29’ Markin 33’                                | Marcatori  | 34’ M. Mavrović |        |  |

| Maspalomas 12 maggio 1995, ore --:-- WEST                                     | Dina Mosca | 4 – 3 (2-0)                   | Torrino |  |
| Erëmenko 10’ , 12’ , 33’ Abjanov 34’ Marcatori 21’ , 39’ I. Roma 39’ De Sibbi |            |                               |         |  |
|                                                                               |            |                               |         |  |
| Erëmenko 10’, 12’, 33’ Abjanov 34’                                            | Marcatori  | 21’, 39’ I. Roma 39’ De Sibbi |         |  |

### Girone B
| Squadra          | Pti | PG | PV | PN | PP | GF | GS |
| ---------------- | --- | -- | -- | -- | -- | -- | -- |
| 1. Maspalomas    | 6   | 2  | 2  | 0  | 0  | 12 | 3  |
| 2. Hasselt       | 1   | 2  | 0  | 1  | 1  | 5  | 6  |
| 3. Apenta Nestlé | 1   | 2  | 0  | 1  | 1  | 8  | 16 |

| Maspalomas 10 maggio 1995, ore --:-- WEST                                                                                         | Maspalomas | 11 – 3 (7-1)               | Apenta Nestlé |  |
| Basti 4’ , 7’ , 12’ Rafa 5’ Renato 10’ L. Martín 19’ , 37’ Alfonso 19’ Rufo 34’ , 37’ , 38’ Marcatori 6’ , 40’ Pribéli 27’ Juhász |            |                            |               |  |
| |            |                            |               |  |
| Basti 4’, 7’, 12’ Rafa 5’ Renato 10’ L. Martín 19’, 37’ Alfonso 19’ Rufo 34’, 37’, 38’                                            | Marcatori  | 6’, 40’ Pribéli 27’ Juhász |               |  |

| Maspalomas 11 maggio 1995, ore --:-- WEST                                                           | Hasselt   | 5 – 5 (2-1)                                      | Apenta Nestlé |  |
| Maes 1’ , 31’ , 32’ Houben 10’ Merk 32’ Marcatori 15’ Takas 21’ , 30’ Juhász 32’ Pribéli 33’ Sekula |           |                                                  |               |  |
| |           |                                                  |               |  |
| Maes 1’, 31’, 32’ Houben 10’ Merk 32’                                                               | Marcatori | 15’ Takas 21’, 30’ Juhász 32’ Pribéli 33’ Sekula |               |  |

| Maspalomas 12 maggio 1995, ore --:-- WEST | Maspalomas | 1 – 0 (1-0) | Hasselt |  |
| Basti 12’ Marcatori                       |            |             |         |  |
|                                           |            |             |         |  |
| Basti 12’                                 | Marcatori  |             |         |  |

## Finale
| Maspalomas 14 maggio 1995, ore --:-- WEST                                                                         | Dina Mosca | 6 – 5 (3-1)                                     | Maspalomas |  |
| Gorin 8’ Erëmenko 10’ , 19’ , 38’ Koščug 23’ Belyj 37’ Marcatori 4’ , 38’ Renato 24’ L. Martín 29’ Toni 35’ Basti |            |                                                 |            |  |
| |            |                                                 |            |  |
| Gorin 8’ Erëmenko 10’, 19’, 38’ Koščug 23’ Belyj 37’                                                              | Marcatori  | 4’, 38’ Renato 24’ L. Martín 29’ Toni 35’ Basti |            |  |